# Crisis financiera en Chipre de 2012-2013

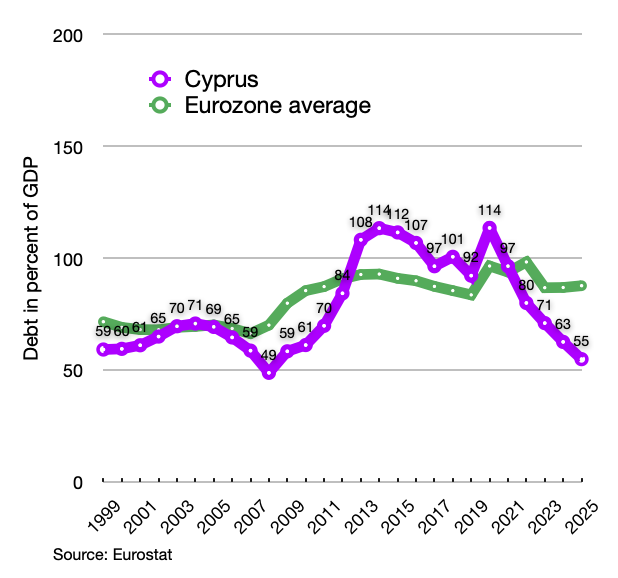
Evolución de la deuda chipriota comparada con la de la eurozona.

La crisis financiera de Chipre de 2012-2013 es el deterioro que se empezó a advertir en los principales indicadores macroeconómicos de la República de Chipre (la parte sur de la isla, quedando fuera de su jurisdicción los territorios del norte bajo control de la llamada Chipre del Norte) a partir del año 2012, y cuyas consecuencias se han extendido en el tiempo hasta la actualidad, no sólo en el plano económico sino también en el político y el social. Esta crisis se enmarca dentro de la crisis de la deuda soberana europea y de la crisis económica de 2008 que afectó a todos los países del mundo, y en especial a los países desarrollados. 

## Causas
Entre 2008 y 2012, el desempleo se disparó, pasando del 4,2% a más del 12%; el PIB por habitante disminuyó y el país entró en recesión en 2009 y de nuevo tras 2010, alcanzando el 2,4% en el segundo trimestre de 2012.
Por su parte, en septiembre de 2011, la calificación crediticia de Chipre fue degradada por todas las agencias de calificación de crédito a raíz de la explosión de la Base Naval Evangelos Florakis en julio de 2011, que se produjo en un período de lento avance de las reformas fiscales y estructurales. Al mismo tiempo el rendimiento de sus bonos a largo plazo se elevó por encima del 12%. A pesar de su escasa población y su pequeña economía, Chipre tiene una gran cantidad de banca off-shore.

### Inicio
Con un PIB nominal total de 19,5 mil millones de €, el país no pudo estabilizar sus bancos, que habían amasado 22 mil millones de € de deuda griega del sector privado y se vieron afectados de manera desproporcionada por las medidas tomadas por los acreedores, en relación con la crisis de la deuda soberana en Grecia.
A principios de junio de 2012, el entonces presidente del Banco Popular de Chipre, Michalis Sarris afirmó al diario Financial Times que el país se acercaba peligrosamente al rescate de la UE. Por su parte, a mediados del mismo mes, la prensa chipriota se hizo eco de rumores en la dirección de una petición formal por parte del Gobierno.

### Rescate
El 25 de junio de 2012 el gobierno de Chipre, la tercera economía más pequeña de la eurozona, anunció que había tomado la decisión de solicitar la asistencia al fondo de rescate para su sector bancario ante la amenaza de un contagio desde la economía de Grecia. El día 26 el portavoz del gobierno de Chipre, Stefanos Stefanou, afirmó que su país había solicitado oficialmente ayuda financiera a la Unión Europea para sanear su sistema bancario. El 27 de junio el ministro de Economía de Chipre, Vassos Sharly, anunció la petición de asistencia financiera a sus socios de la eurozona y al Fondo Monetario Internacional, asumiendo el país a los pocos días la presidencia rotativa de la UE. Si bien inicialmente Chipre dijo que esperaba terminar las conversaciones sobre la ayuda financiera con sus homólogos de la Unión Europea rápidamente, a mediados de julio, Chipre anunció que esperaba cerrar en septiembre la asistencia financiera que estaba negociando con sus socios europeos.
Finalmente, el 22 de noviembre el Gobierno de Chipre acordó un rescate financiero con el Fondo Monetario Internacional y con la Unión Europea. El ministro de Finanzas, Vassos Shiarly, informó que el importe del rescate inicialmente previsto ascendería a 17.500 millones de euros. Vassos Shiarly fue sustituido como ministro de Economía por Michalis Sarris el 28 de febrero de 2013.

### Corralitochipriota
Posteriormente, a partir del día 16 de marzo los bancos chipriotas entraron en una situación de corralito financiero (restricción de la libre disposición de dinero en efectivo), como consecuencia del hecho de que los ministros de Economía y Finanzas de la eurozona concretaran los detalles del rescate, que ascendería, después de muchas negociaciones, a 10.000 millones de euros. El gobierno chipriota negoció con Europa estas primeras condiciones, particularmente adversas, que se vieron parcialmente flexibilizadas. Sin embargo, la propuesta europea fue rechazada por el Parlamento chipriota, lo que llevó a prolongar el corralito (cuyo fin estaba previsto para el 20 de marzo) hasta el martes 26 de marzo y al anuncio por parte del Gobierno chipriota de la formación de una comisión encargada de elaborar la puesta en marcha de un plan alternativo de financiación. 
El jueves 21 el Banco Popular de Chipre, el segundo más grande del país, limitó la retirada de capitales en sus cajeros a un máximo de 260 euros. Finalmente, el viernes 22 el Parlamento chipriota adoptó medidas para regular el control de capitales e instaurar restricciones para el movimiento capitales financieros. El vicepresidente de Asuntos Económicos de la Comisión Europea, Olli Rehn, afirmó ese mismo día la necesidad de controlar la actividad bancaria del país por ley, con el objetivo de «evitar todo movimiento de capital que debilite la estabilidad financiera de Chipre», frente a la anunciada apertura de los bancos prevista para el martes 26.
Dos días más tarde, el domingo 24, el Banco Popular redujo aún más el importe extraíble de los cajeros que seguían operativos, pasando de 260 euros a un máximo de 100 euros por operación. Posteriormente, el lunes 25, el Gobierno anunció que los bancos de Chipre reabrirían el martes 26, salvo el Banco Popular de Chipre (Laiki) y el Banco de Chipre, las dos entidades más afectadas, siendo postpuesta la reapertura normal de ambos bancos para el jueves 28 de marzo. El Banco Central de Chipre amplió dos días más el cierre de todas las entidades, hasta el jueves 28 de marzo. Por su parte, el mismo día previsto de apertura para las entidades pequeñas (todas menos el Banco Popular de Chipre y el Banco de Chipre) se anunciaron medidas destinadas al control de capitales.
El presidente del Banco de Chipre, Andreas Artemis, el mayor banco comercial del país, presentó su dimisión el día 26 de marzo, junto a otros cuatro miembros de la dirección. Ese mismo día una de las agencias de calificación de crédito, la agencia Fitch Ratings, calificó como en situación de bancarrota al Banco Popular y en quiebra limitada al Banco de Chipre, manteniendo la calificación del Hellenic Bank en B con perspectiva negativa. De cara a la anunciada apertura del jueves 28, un portavoz del Banco Central anunció que el Gobierno de Chipre limitaba a 300 euros la cantidad de dinero en efectivo disponible para los ciudadanos en bancos y cajeros, lo que, en la práctica suponía extender el corralito para los fondos en metálico.

### Mantenimiento del rescate
El programa de ayudas a Chipre contempló primero la implicación de los depósitos chipriotas con menos de 100.000 euros. Posteriormente se afirmó que el rescate pactado no iba a ser suficiente, estimándose la necesidad real en unos 20.000 millones de euros.
El 29 de noviembre de 2013, siete meses después de acceder al programa de rescate financiero, Chipre recibió el primer voto de confianza a su gestión de la crisis económica, al revisar la agencia de calificación crediticia Standard & Poor’s al alza la calificación de Chipre en una nota, de CCC+ a B-.